# Пешва

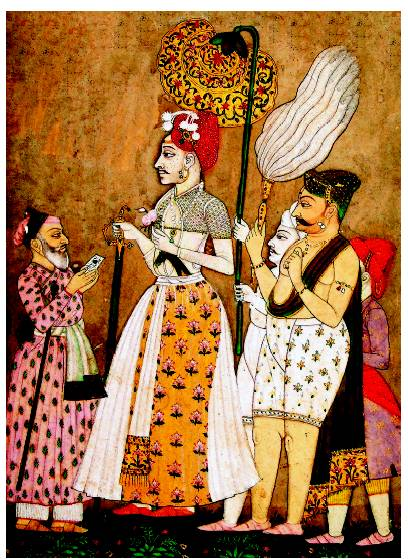
Пешва у супроводженні слуг

Пешва (маратхі पेशवे) — індійський титул, еквівалентний сучасному прем'єр-міністру, у маратхів. Слово Пешва походить з перської мови і відоме з 1152 року. Був заснований імператором Шиваджі у XVII столітті, а з XVIII століття, з часу правління пешви Баладжі Вісванатха, посада стала спадковою і фактично означала верховного правителя. Першим пешвою був брагман Моропант Тримпак Пінгл. Посада була скасована із загарбанням маратхів англійцями у 1818 році..
Останній пешва, Баджі Рао II (правив 1796—1818), після розпуску свого уряду отримував від англійців щорічну пенсію.

## Пешви
- Моропант Тримпак Пінгл (1674—1689)
- Рамчандра Пант Амат'я (1689—1708)
- Бахіроджі Пінгал (1708—1711)
- Паршурам Тримпак Кулкарні (1711—1713)
- Баладжі Вішванат (1713—1719)
- Баджі Рао I (1719—1740)
- Баладжі Баджі Рао (1740—1761)
- Мадхав Рао I (1761—1772)
- Нараян Рао (1772—1773)
- Раґханатх Рао (1773—1774)
- Мадхав Рао II (1774—1795)
- Баджі Рао II (1796—1818)